# Kernereae
Kernereae es una tribu de plantas pertenecientes a la familia Brassicaceae. El género tipo es  Kernera Medik.

## Géneros
- Kernera Medik.
- Rhizobotrya Tausch